# Biserica de lemn „Sfântul Nicolae” din Codreni
Biserica de lemn „Sf. Nicolae” este o biserică amplasată în Codreni, raionul Ocnița, Republica Moldova. Este un monument arhitectural de importanță națională inclus în Registrul monumentelor Republicii Moldova ocrotite de stat cu nr. 1700 (raionul Ocnița). Datează din 1896.